# دکستر (اورگن)
دکستر (به انگلیسی: Dexter) یک منطقهٔ مسکونی در ایالات متحده آمریکا است که در شهرستان لین، اورگن واقع شده‌است.